# Toyoda Akio
Toyoda Akio (豊田 章男 (Phong Điền Chương Nam)) sinh ngày 3/5/1956, hiện là chủ tịch tập đoàn ôtô Toyota. Ông là con trai của Toyoda Shoichiro cựu chủ tịch hãng này và là cháu nội của người sáng lập Toyota ông Toyoda Kiichiro. Ông học luật tại Đại học Keio (Nhật Bản), nhận bằng MBA của Đại học Babson ở Boston (Mỹ), rồi đến New York làm tư vấn đầu tư trong ngân hàng.
Ông gia nhập Toyota năm 1984 và là chủ tịch của hãng ôtô này.